# Stevy Okitokandjo
Stevy Okitokandjo (Haarlem, Países Bajos, Holanda Septentrional; 18 de junio de 1994) es un futbolista neerlandés que juega como delantero y su equipo actual es la Academia Puerto Cabello de la Primera División de Venezuela.

## Trayectoria
Nacido en una familia de ascendencia congoleña, Okitokandjo jugó en su juventud en las bases inferiores del Olympia Haarlem y del HFC Haarlem. A la edad de 8 años fue aceptado en la academia del Ajax, pero su familia se mudó a Bélgica, inicialmente diciéndole que solo estaban de vacaciones; luego, no se le permitió unirse a las academias juveniles de alto nivel debido al énfasis de sus padres en la educación. En dicho pais jugó para los clubes juveniles AFC Tubize, FCV Dender EH, RWDM Brussels FC, Eendracht Aalst y K.A.A. Gent. Cuando tenía 17 años, su club el  FCV Dender EH quebró, razón por la que tuvo que mudarse al K. A. A. Gante.
Okitokandjo no jugó en la máxima categoría en Bélgica ni con el Gante ni con el KV Malinas, siendo cedido al KSV Roeselare y al Patro Eisden en la segunda división. Probó con el Beerschot en 2016, pero el día que debía fichar sufrió un accidente de coche, que según alegó, fue resultado del sabotaje de un vecino envidioso.
Después de que Beerschot pospusiera su fichaje, Okitokandjo fichó por el Excelsior Virton de la tercera división, donde fue observado por el Leixões de Portugal tras marcar dos goles y asistir a otro en 20 minutos. Luchando con el nuevo idioma y clima, fue cedido al Olhanense en la liga inferior. Después de las pruebas en el FC Eindhoven y en el club eslovaco FK AS Trenčín, se unió al Olhanense de forma permanente.
El principal patrocinador financiero del Olhanense murió, lo que provocó una crisis financiera en el club y obligó a Okitokandjo a dormir en una habitación del estadio durante cuatro meses en lugar del apartamento que le habían prometido en su contrato. Luego pasó a Castelo Branco en la misma liga. Fue el máximo goleador de la Copa de Portugal 2019-20 con seis goles, cuatro de los cuales fueron en la victoria por 7-0 ante Eléctrico en la primera ronda.
El 30 de junio de 2020, Okitokandjo se unió al Mafra. Marcó 7 goles en 27 partidos en su primera temporada, incluido un penalti en su debut el 13 de septiembre en una victoria por 4-0 ante Cova da Piedade y dos el 20 de diciembre cuando empataron 2-2 frente al UD Oliveirense.
El 9 de julio de 2022, se mudó al Trofense de la segunda división portuguesa. Marcó en su debut el 6 de agosto, cuando la temporada comenzó con una victoria en casa por 3-2 sobre el Belenenses SAD.
En junio de 2023, fue anunciado como nuevo jugador de la Academia Puerto Cabello de la Primera División de Venezuela.

## Clubes
| Club                    | País      | Año           |
| ----------------------- | --------- | ------------- |
| KV Malinas              | Bélgica   | 2014          |
| KSV Roeselare           | Bélgica   | 2014-2015     |
| KV Malinas              | Bélgica   | 2015          |
| Maasmechelen            | Bélgica   | 2015-2016     |
| Excelsior Virton        | Bélgica   | 2016-2017     |
| Leixões SC              | Portugal  | 2017-2018     |
| SC Olhanense            | Portugal  | 2018          |
| Castelo Branco          | Portugal  | 2019-2020     |
| CD Mafra                | Portugal  | 2020-2022     |
| CD Trofense             | Portugal  | 2022-2023     |
| Academia Puerto Cabello | Venezuela | 2023-presente |

## Palmarés

### Distinciones individuales
| Distinción                                | Año     |
| ----------------------------------------- | ------- |
| Goleador de la Copa de Portugal (6 goles) | 2019-20 |